# Harmonia Macrocosmica

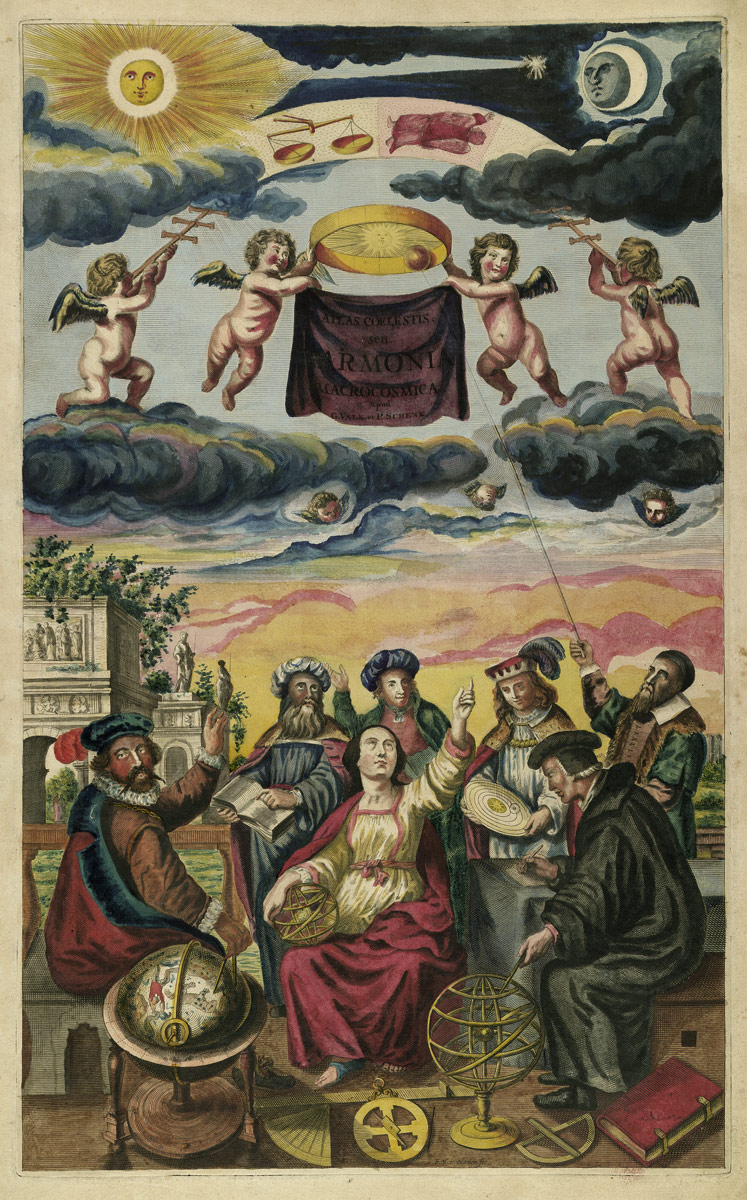
Harmonia Macrocosmica: Frontispiz der Ausgabe von 1708, erschienen bei Gerard Valck & Peter Schenk

Die Harmonia Macrocosmica ist ein historischer Sternatlas von Andreas Cellarius mit zahlreichen Kupferstichen, der 1660 von Johannes Janssonius veröffentlicht wurde. Der erste Teil enthielt Stiche der Weltansichten von Claudius Ptolemäus, Nikolaus Kopernikus und Tycho Brahe. Am Ende befinden sich Sternenkarten mit klassischen Sternenkonstellationen sowie Darstellungen, die der christlichen Betrachtung folgen und 1627 von Julius Schiller in seinem Coelum Stellatum Christianum von 1627 eingeführt wurden.
Der Titel lautet in deutscher Übersetzung:
Die Harmonie der großen Welt oder allgemeiner und neuer Atlas darstellend die allgemeine und neue Kosmographie des gesamten erschaffenen Universums
In welchem die harmonische Verbindung aller Weltkreise nach den widerstreitenden Meinungen verschiedener Autoren auch die Himmelsbeschreibung oder der ganze Himmelskreis die Theorie der Planeten und der Erdkugel in der Ebene und in szenischer Darstellung sowie in neuen Beschreibungen vor Augen gestellt werden
Ein neues, zuvor nie gesehenes Werk, nützlich für Menschen aller Stände überaus ergötzlich, höchst nützlich und schmuckvoll.
Das Werk im Großfolioformat hat einen Umfang von mehr als 350 Seiten mit 29 Doppelblättern in der Größe von 50 cm × 60 cm mit den Kupferstichtafeln. Es erschien im Verlag von Johannes Janssonius in Amsterdam, der für die Astronomie und Kartographie wohlbekannt war.
Die „Harmonia Macrocosmica“ beinhaltet 29 großformatige, doppelseitige Kupferstichtafeln, dazu ein dem Titel vorangestelltes Kupferstichblatt, das Frontispiz. Auch das Titelblatt ist großzügig gestaltet, mit aufwendiger Typographie, unterschiedlicher Typengröße, kursiv abgesetzten Teilen und vier Textblöcken. Zwischen Titelschrift und Druckervermerk steht ein kleines Bildchen: zwei männliche Figuren, links mit einem Spaten, rechts einem astronomischen Instrument, zwischen ihnen eine astronomische Armillarsphäre und darüber ein Posaunenengel mit wehendem Schriftband „Vivitur ingenio“ (er lebt von seinem Verstand). In diesem Zusammenhang könnte in diesem kleinen Bildchen die Einheit ausgedrückt sein zwischen der praktischen Tätigkeit des Landmanns, der mit seiner Arbeit der Gesellschaft und damit auch der Wissenschaft die Lebensgrundlagen verschafft, während über beiden der Engel als Verkünder des göttlichen Wortes schwebt.

## Verzeichnis der Tafeln
Frontispiz
Abteilung A. Darstellungen der wichtigsten Weltsysteme in ebenen Bildern
1. Die ptolemäische Planisphäre, das ist die Maschinerie der Himmelskreise nach der Hypothese des Ptolemäus in einer ebenen Anordnung;
2. Das Szenarium des ptolemäischen Weltsystems;
3. Das Szenarium der Planetenkreise, die die Erde einschließen;
4. Die copernicanische Planisphäre, das ist das System der gesamten Weltschöpfung nach der Hypothese des Copernicus in der Ebene dargeboten;
5. Das Szenarium des copernicanischen Systems;
6. Die Brahesche Planisphäre, das ist der Bau der ganzen Welt nach der Hypothese des Tycho Brahe in einem ebenen Abriß dargestellt;
7. Das Szenarium des Weltbaus nach Tycho Brahe;
8. Die Planisphäre des Aratos, das ist das Gefüge der Himmelskreise nach der Hypothese des Aratos in ebener Ansicht;
9. Tycho Brahes Berechnung des Laufes der Planeten und ihrer Abstände deutlich vor Augen gestellt;
10. Die Größe der Himmelskörper;
Abteilung B. Die Kreise auf der Erde, am Himmel und die von den Himmelskörpern beschriebenen
11. Die Lage der von den Himmelskreisen umgebenden Erde;
12. Die Hemisphären, die den Einfluß auf die Bewegung und die Länge sowohl für die irdischen wie die himmlischen Sphären, der geraden wie der schiefen, und ebenso für die Sterne demonstrieren;
13. Die Hemisphäre des alten Weltkreises mit ihren Zonen und Kreisen sowie der Bereiche ihrer verschiedenen Bewohner;
14. Die herkömmliche, ptolemäische Hypothese, wie sie die Bewegung der Planeten mit Exzentern und Epizykeln darstellt;
15. Die Figur der Aspekte der Planeten, der Oppositionen, Konjunktionen usw.;
16. Die Theorie der Sonnenbewegung mit einem exzentrischen Kreis ohne Epizykel;
17. Die spiralförmige Bewegung der Sonne um die Erde;
18. Die Theorie des Mondes, seine Bewegung auf einem exzentrischen Kreis und einem Epizykel;
19. Das Bild des Mondes mit den verschiedenen Phasen und Aspekten des Mondes;
20. Die Theorie der Bewegung der drei oberen Planeten;
21. Die Theorie der Bewegung von Venus und Merkur;
Abteilung C. Die alte und die neue Bezeichnung der Sternbilder
22. Des christlichen Sternhimmels erste (nördliche) Hemisphäre;
23. Des christlichen Sternhimmels zweite (südliche) Hemisphäre;
24. Die nördliche Himmelshalbkugel nach der altbekannten Weise;
25. Die Szenerie der nördlichen Halbkugel des Himmels und der Erde;
26. Die nördliche Himmelshalbkugel mit daruntergelegter Halbkugel der Erde;
27. Die südliche Himmelshalbkugel nach der herkömmlichen Weise;
28. Die Szenerie der südlichen Halbkugel des Himmels und der Erde;
29. Die südliche Himmelshalbkugel in gleicher Proportion mit den Sphären der Erde.

## Geschichte
Im Vorwort seiner Chronologica stellte Gerhard Mercator seinen Wunsch dar, einen Atlas zu veröffentlichen, der das gesamte bekannte Wissen seiner Zeit zum Kosmos sowie zur Geographie und der Erdgeschichte enthält. Mercator schrieb bis zu seinem Tod fünf Bände seines Atlasses, wobei der letzte Band von seinem Sohn Rumold veröffentlicht wurde. Nach dem Tod Mercators übernahm der Kartograf Johannes Janssonius das Projekt. Er und sein Kollege Henricus Hondius veröffentlichte seinen Novus Atlas 1636, in dem mehr als 320 Karten in vier Sprachen (Latein, Niederländisch, Deutsch, Französisch) enthalten waren. 1660 wurde die Harmonia Macrocosmica von Andreas Cellarius als siebter Band dieses Projekts veröffentlicht. Mit einem letzten Band im Jahr 1657, der die Städte der Welt beschrieb, wurde das Projekt komplettiert.

## Herkunft der Stiche
An der künstlerischen Gestaltung waren zwei Kupferstecher beteiligt. Die Zeichnung des Titelkupfers stammt von Frederik Hendrik van den Hooven (Hove), der das Blatt am unteren Rand mit „F. H. v. Hoven fec[it]“ signierte. Van den Hove (um 1628–1698) ist in der Kunstgeschichte als Zeichner und Kupferstecher gut bekannt. Er war zunächst in Antwerpen, ist 1660 in Amsterdam, arbeitete jedoch vor allem in London an der Illustrierung von Büchern, für die er besonders Bildnisse von Gelehrten, Politikern und Militärs anfertigte. Die großen Kupferstichtafeln stammen jedoch von Jan (Johann) van Loon. Signiert sind nur einige von ihnen. Vergleicht man jedoch den Stil der Kupferstiche und einige Details, beispielsweise die Gesichter der dargestellten Personen und der Engel, steht van Loon als Urheber aller Kupferstiche ohne Zweifel fest. Obwohl sich van Loon mit den Illustrationen zum Cellarius als überaus fähiger Künstler erweist, scheint er in der Kunstgeschichte bislang nur wenig Berücksichtigung gefunden haben.
Darüber hinaus wurden alle klassischen Konstellationen von Jan Pieterszoon Saenredam übernommen.

Stiche aus der Harmonia Macrocosmica
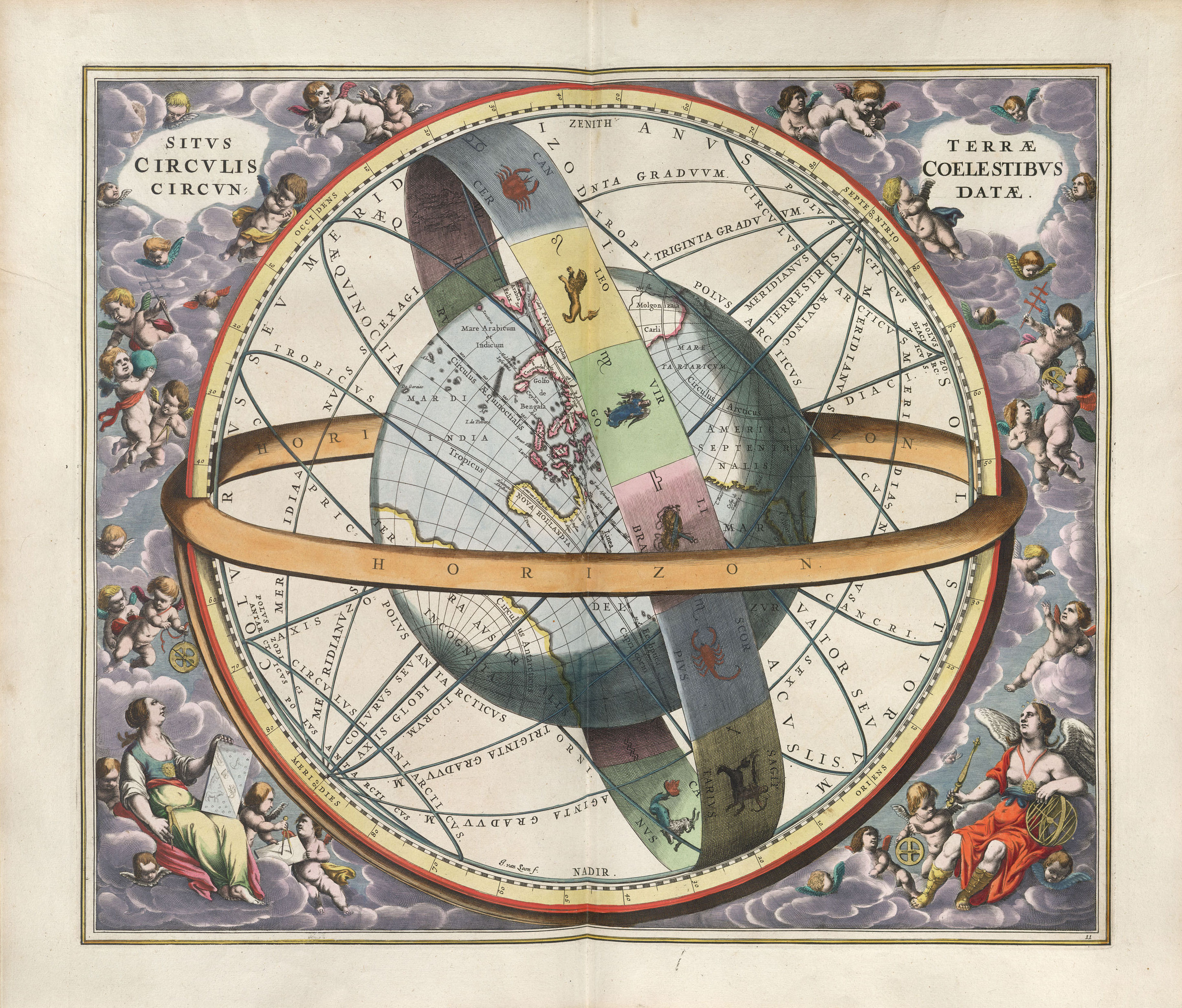
1
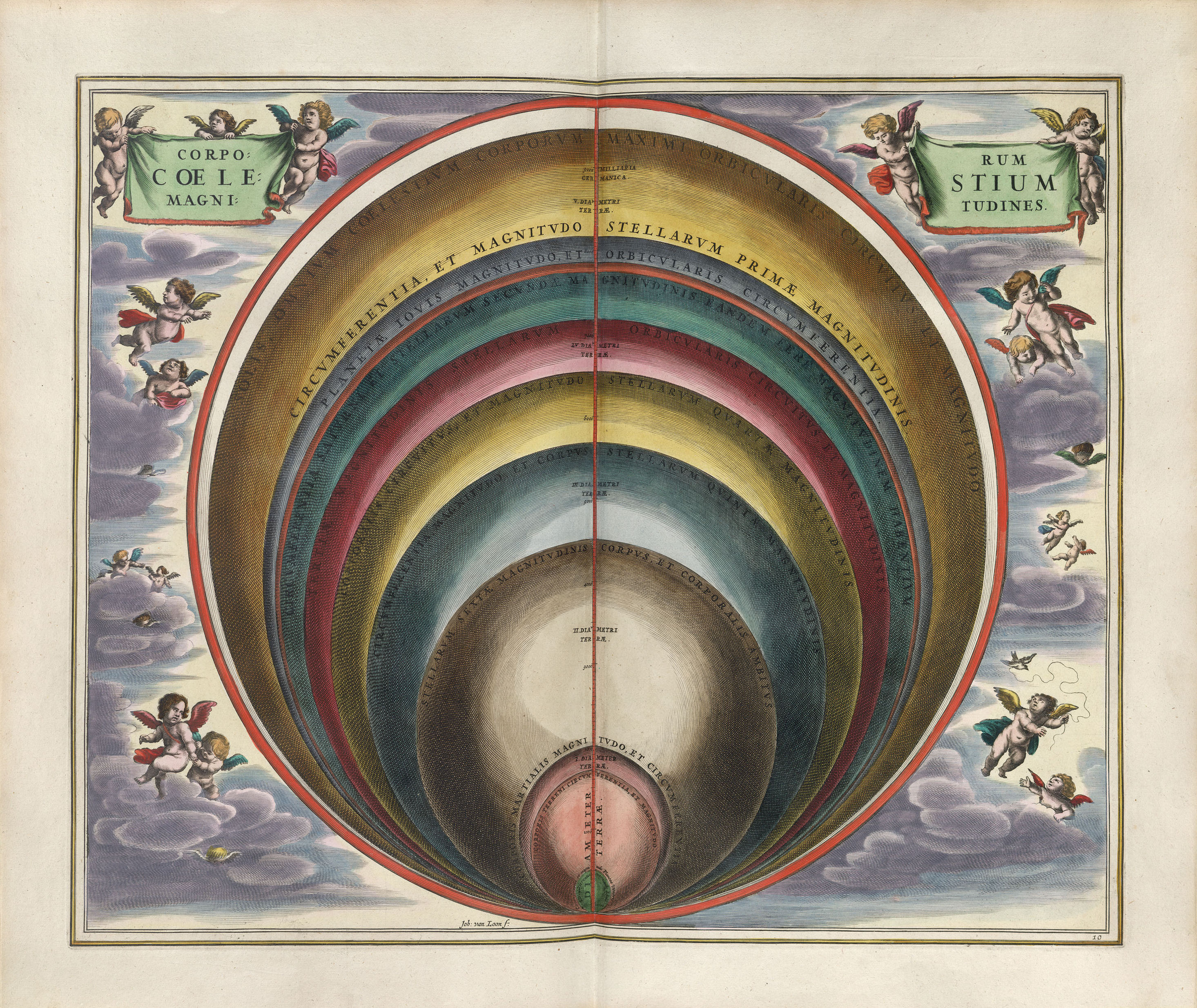
2
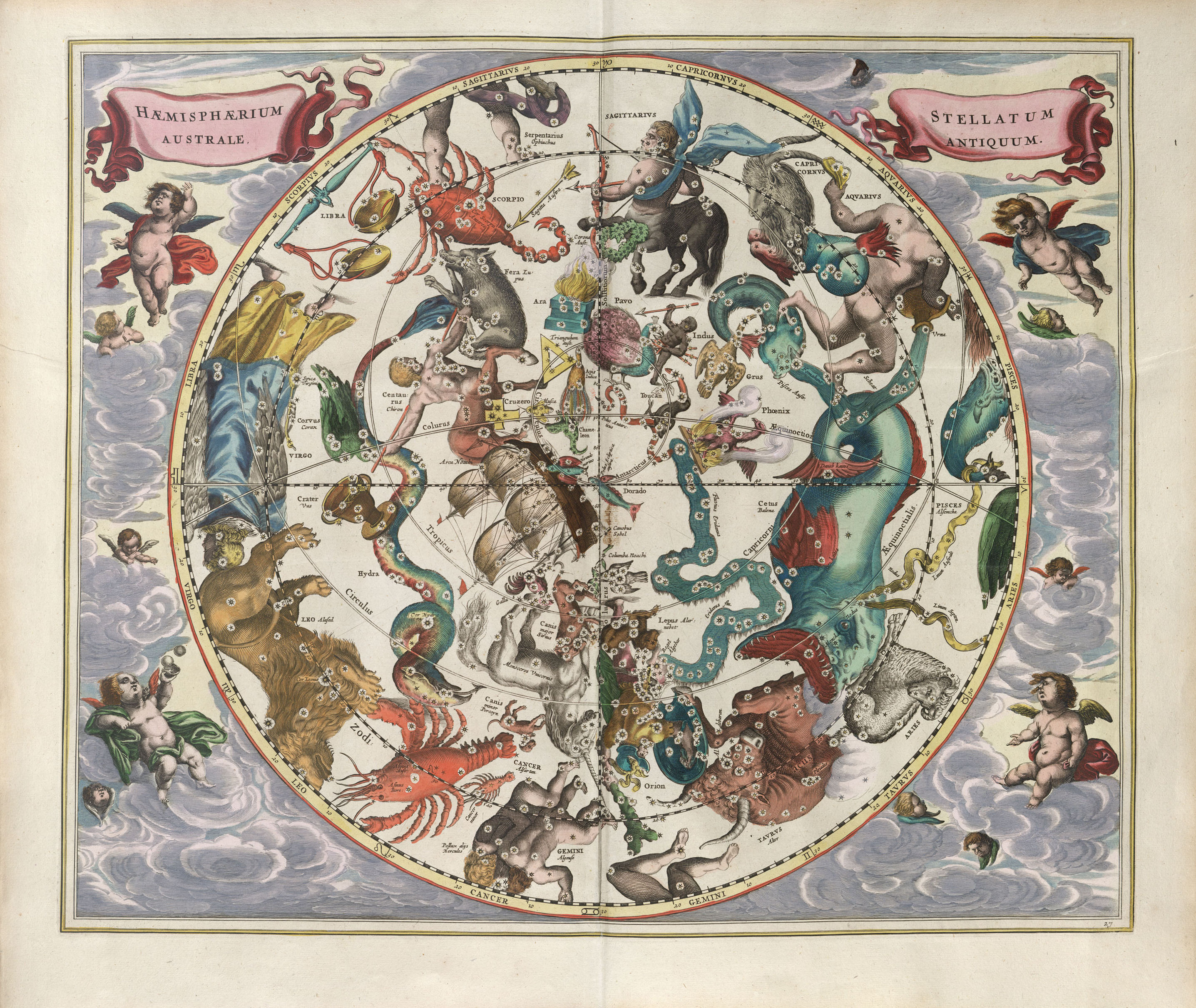
3
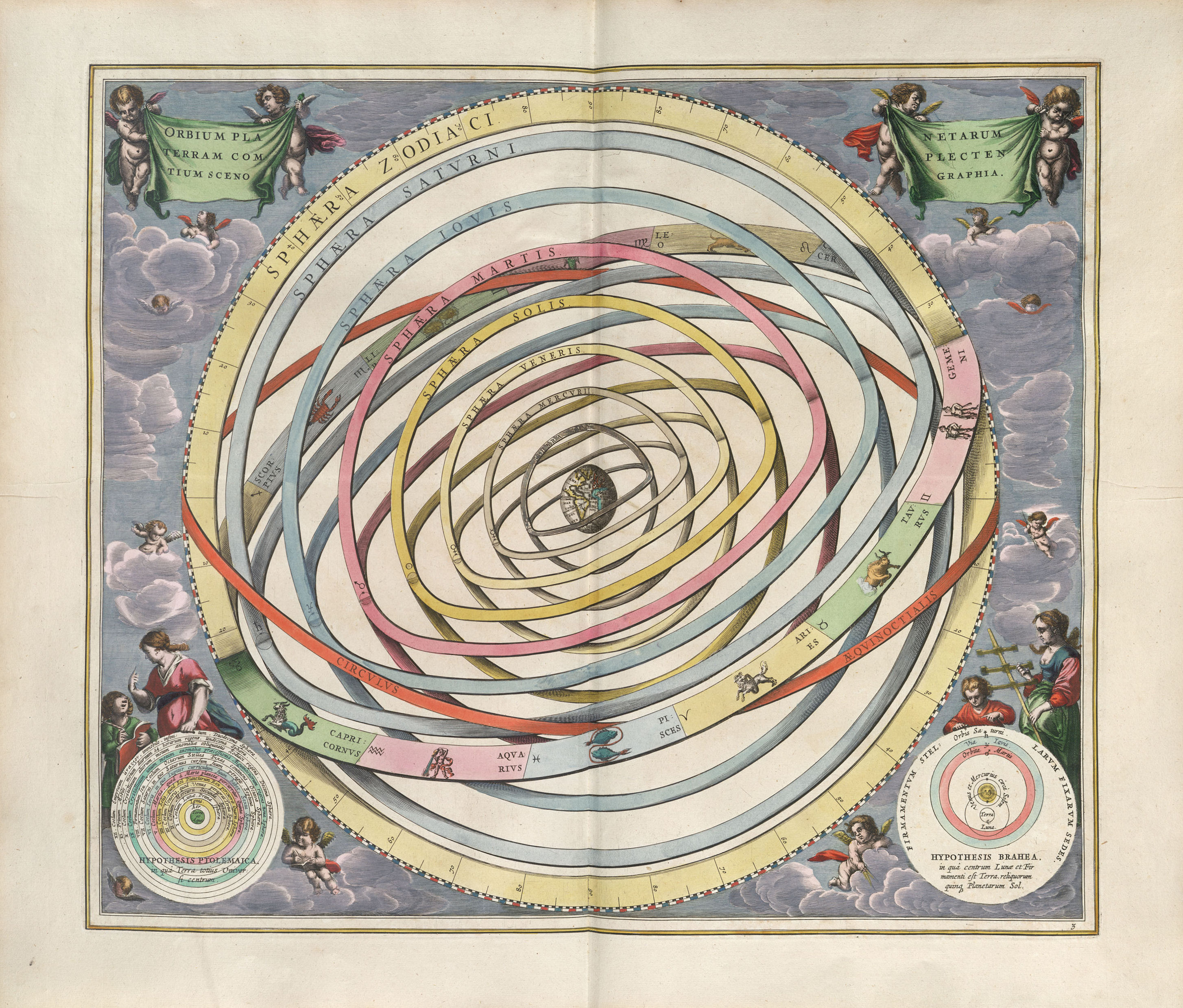
4

Erläuterung der gezeigten Stiche:
1. Tafel 11. Situs Terrae Circulis Coelestibus Circundatae – Die Lage der Erde und der sie umgebenden Himmelskreise (gezeigt werden Horizontebene und Ekliptikebene)
2. Tafel 10. Corporum Coelestium Magnitudines – Die Größe der himmlischen Körper (Erde (rot) am größten, dann folgen Sonne (gelb), Sterne 1. Ordnung (blau), Jupiter (rot) etc.)
3. Tafel 27. Haemisphaerium Stellatum Australe Antiquum – Sternbilder der südlichen Hemisphäre
4. Tafel 3. Orbium Planetarum Terram Complectentium Scenographia – Die Ansicht der die Erde umfassenden Bahnen der Planeten (gemäß der Ansicht von Claudius Ptolemäus, zu den Planeten werden auch Sonne (Sol) und Mond (Luna) gezählt)

## Trivia

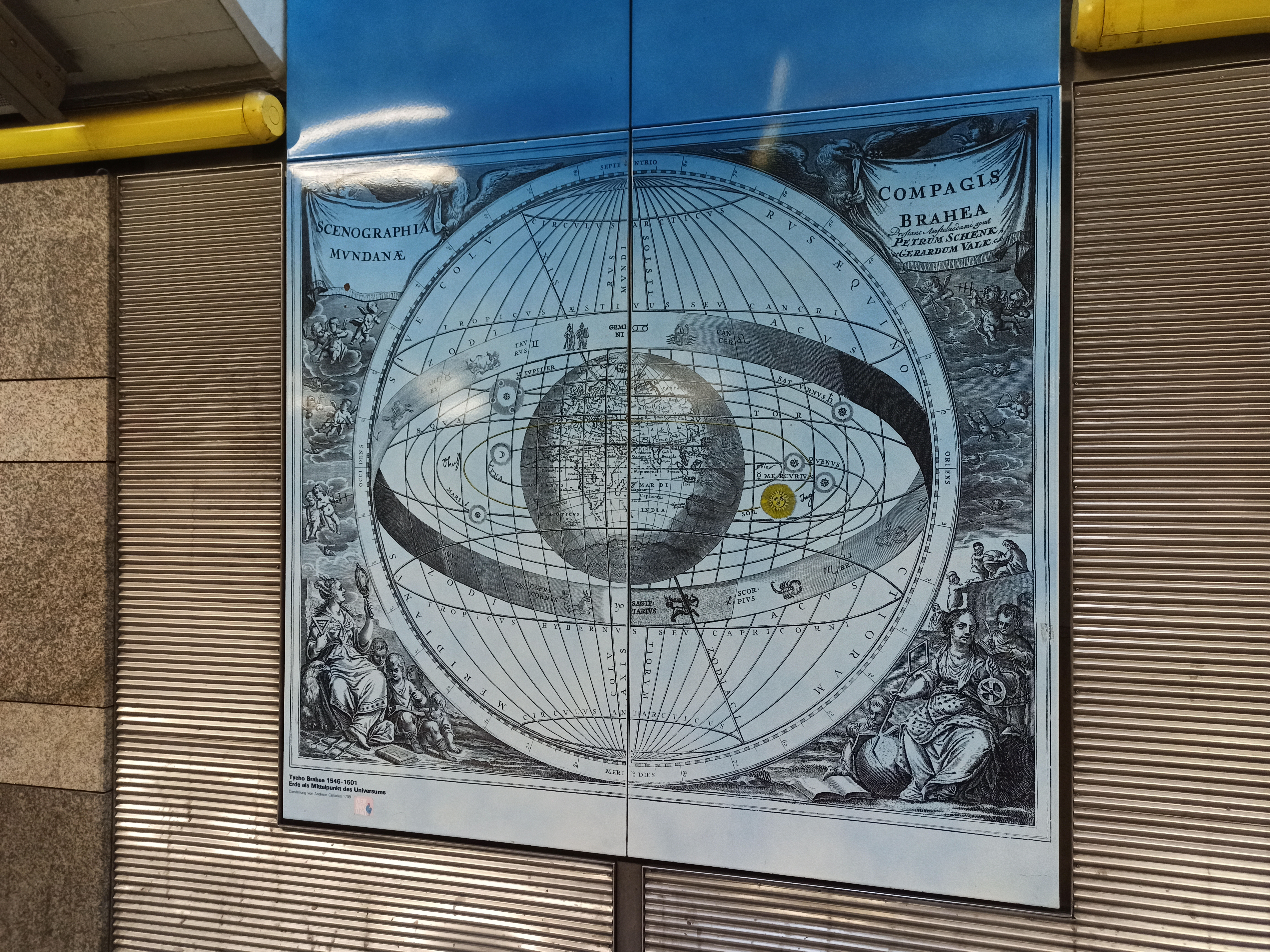
Stadtbahn Hannover U-Bahn-Station Kopernikusstraße

Einige der Stiche aus dem Buch werden in Form großformatiger Metalltafeln zur Wandgestaltung in der U-Bahn-Station Kopernikusstraße in Hannover ausgestellt.